# Melle (Deux-Sèvres)
Melle ist eine französische Gemeinde mit 5.790 Einwohnern (Stand 1. Januar 2022) im Département Deux-Sèvres in der Region Nouvelle-Aquitaine. Sie gehört zum Arrondissement Niort und zum Kanton Melle.

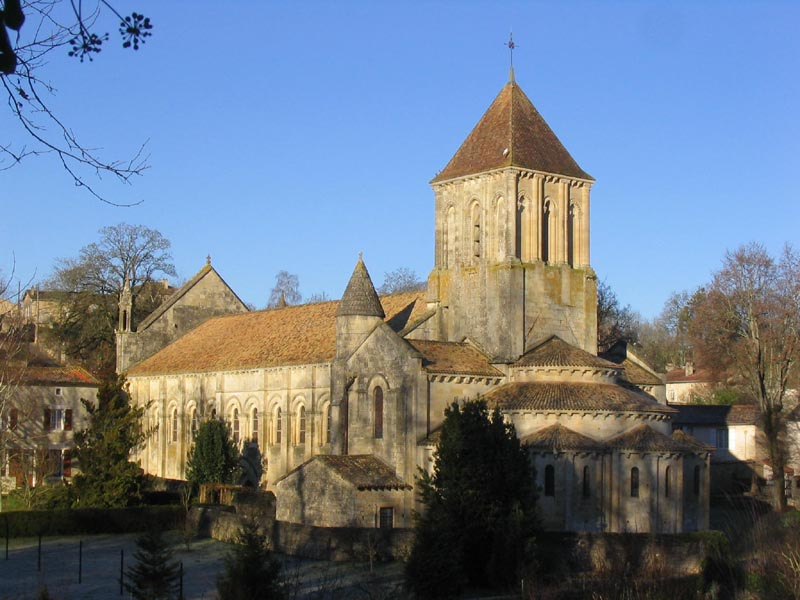
Saint-Hilaire

Sie entstand als namensgleiche Commune nouvelle mit Wirkung vom 1. Januar 2019 durch die Zusammenlegung der bisherigen Gemeinden Melle, Mazières-sur-Béronne, Paizay-le-Tort, Saint-Léger-de-la-Martinière und Saint-Martin-lès-Melle, die alle in der neuen Gemeinde den Status einer Commune déléguée haben. Der Verwaltungssitz befindet sich im Ort Airvault.

## Gliederung
| Ortsteil                     | ehemaliger INSEE-Code | Fläche (km²) | Einwohnerzahl zum 1. Januar 2022 |
| ---------------------------- | --------------------- | ------------ | -------------------------------- |
| Mazières-sur-Béronne         | 79173                 | 09,50        | .0381                            |
| Melle (Verwaltungssitz)00    | 79174                 | 09,76        | 3.244                            |
| Paizay-le-Tort               | 79199                 | 11,28        | .0479                            |
| Saint-Léger-de-la-Martinière | 79264                 | 25,64        | .0958                            |
| Saint-Martin-lès-Melle       | 79279                 | 09,16        | .0728                            |

## Lage
Die Gemeinde liegt rund 28 Kilometer südöstlich von Niort. Sie liegt im Einzugsgebiet des Flusses Béronne und seiner Zuflüsse Berlande sowie Légère.
Nachbargemeinden sind: Beaussais-Vitré und Sepvret im Norden, Chey und Lezay im Nordosten, Saint-Vincent-la-Châtre im Osten, Fontivillié im Südosten, Pouffonds, Saint-Génard und Chef-Boutonne im Süden, Lusseray und Brioux-sur-Boutonne im Südwesten, Périgné und Saint-Romans-lès-Melle im Westen sowie Celles-sur-Belle im Nordwesten.

## Gemeindepartnerschaften
Melle ist partnerschaftlich verbunden mit dem deutschen Melle in Niedersachsen und mit der rumänischen Kleinstadt Hațeg.

## Persönlichkeiten
- Laurent Cantet (1961–2024), Filmemacher